# Frullania dilatata
Espèce

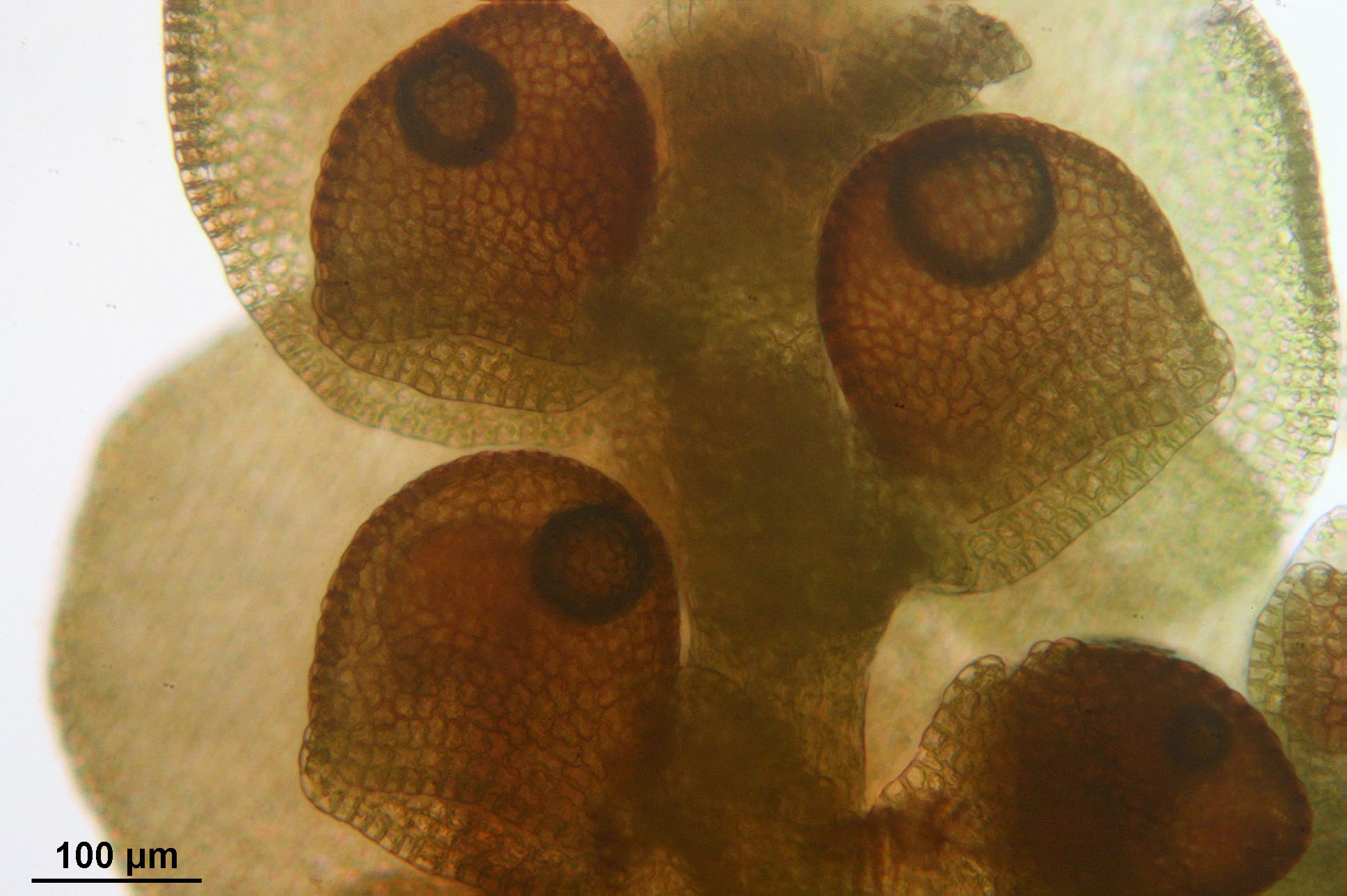
Les lobules ventraux des feuilles contiennent des oléocorps (gouttelettes lipidiques contenant des terpénoïdes dont la fonction fait encore débat).

Frullania dilatata, la Frullane dilatée, est une hépatique de la classe des Jungermanniopsida (hépatiques à feuilles), de la famille des Frullaniaceae (ou des Jubulaceae selon les classifications).

## Phytonymie
Le nom Frullania est donné par le botaniste italien Raddi qui le dédie à l'homme d'État florentin Leonardo Frullani (it). L'épithète spécifique dilatata (dilaté) fait référence aux lobules ventraux des feuilles élargis.

## Description
Fortement accolée aux écorces ou aux rochers, cette petite hépatique y forme des plaques radiales réticulées brun-rouge très sombre, mais vertes par temps humide. Les rameaux font jusqu'à 3 cm de long et 1,5 mm de large. Les feuilles rondes, incubes, ont des lobes repliés sur eux-mêmes, rappelant ceux du foie, d'où le nom d'hépatique. Ces plaques fortement ancrées sur leurs supports évoquent parfois une dentelle ronde et foncée. Espèce dioïque, ses sporophytes sont présents toute l'année,.

## Pharmacologie
Cette frullania est responsable d'une dermatite ou eczéma de contact. La présence dans son thalle d'une lactone sesquiterpénique, le frullanolide, provoque en effet de fortes démangeaisons susceptibles de s'étendre au-delà des zones du corps ayant été en contact avec la frullania.

## Habitat et répartition
Elle occupe essentiellement les habitats forestiers humides. Il s'agit d'une espèce saxicole ou corticole qui se nourrit des éléments minéraux contenus dans l'eau qui ruisselle sur les rochers ou l'écorce de l'arbre. 